# Ceriana fenestrata
Ceriana fenestrata är en tvåvingeart som först beskrevs av Enrico Adelelmo Brunetti 1923.  Ceriana fenestrata ingår i släktet griffelblomflugor, och familjen blomflugor. Inga underarter finns listade i Catalogue of Life.